# Pablo Milanés
Pablo Milanés Arias (Bayamo, 24 februari 1943 – Madrid, 22 november 2022) was een Cubaans zanger en dichter. Hij speelde een belangrijke rol in de ontwikkeling van de Cubaanse Nueva Trova, samen met Silvio Rodríguez and Noel Nicola.

## Biografie
Milanés studeerde aan het conservatorium te Havana. Na zijn afstuderen wijdde hij zich aan de gospel en de soul. Hij vervulde zijn militaire dienst in 1967, ten tijde van de Vietnamoorlog die in Cuba nauwlettend werd gevolgd. Milanés werd als soldaat regelmatig op deze oorlog gewezen. In die periode besloot hij zijn liederen voortaan te wijden aan sociale thema's.
In 1968 werd hij onder de hoede van het Casa de las Américas gebracht; een aan het Ministerie van Cultuur verbonden cultuurhuis. Samen met Rodríguez en Nicola werd hij uitgenodigd om daar een recital van protestliederen te geven. Met deze twee zangers richtte hij vervolgens de Nueva Trova op, waar ze een beperkte mate van artistieke vrijheid vonden.
De muziek van Milanés is geliefd in Latijns-Amerika. Sommige Cubaanse emigranten hebben echter bedenkingen bij zijn politieke standpunten. Sommigen zijn van mening dat hij zich niet voldoende onafhankelijk opstelde ten opzichte van het regime van Fidel Castro. Anderen menen dat hij dat in de symboliek van zijn teksten wel doet.
Milanés leed onder meer aan een nieraandoening waarvoor hij in 2014 een niertransplantatie onderging. Pablo Milanés woonde sinds 2017 in Madrid en overleed 22 november 2022, nadat hij tien dagen eerder in het ziekenhuis was opgenomen wegens terugkerende infecties als gevolg van bloedkanker.

## Discografie
- Versos sencillos de José Martí (1973)
- Canta a Nicolás Guillén (1975)
- La vida no vale nada (1976)
- No me pidas (1977)
- El guerrero (1979)
- Aniversarios (1979)
- Filin 1 (1982)
- Acto de fe (1982)
- El pregón de las flores (1983)
- Años 1 ( (1983)
- Ao vivo no Brasil (1984)
- Querido Pablo (1985)
- Comienzo y final de una verde mañana (1985)
- Años 2 (1986)
- Buenos días América (1987)
- Trovadores (1987)
- Proposiciones (1988)
- Filin 2 (1989)
- Filin 3 (1989)
- Identidad (1990)
- Canto de la abuela (1991)
- Filin 4 (1991)
- Filin 5 (1991)
- Años 3 (1992)
- Canta boleros en tropicana (1994)
- Evolución (1994)
- Igual que ayer (1994)
- Orígenes (1994)
- Plegaria (1995)
- Si yo volviera a nacer (1995)
- En blanco y negro (1995)
- Despertar (1997)
- Vengo naciendo (1998)
- Días de gloria (2000)
- Live from New York City (2000)
- Pablo querido (2002)
- Como un campo de maíz (2005)
- Líneas paralelas (2005)

- Bibsys: 13062001
- Biblioteca Nacional de España: XX822727
- Bibliothèque nationale de France: cb13970740r (data)
- Gemeinsame Normdatei: 119514974
- International Standard Name Identifier: 0000 0001 1462 2116
- Library of Congress Control Number: n83139575
- MusicBrainz: d7437c1b-08fd-4903-9b3a-ec7be866c38d
- Nationale Bibliotheek van Tsjechië: xx0018085
- Nationale Bibliotheek van Israël: 987007330163405171
- Nederlandse Thesaurus van Auteursnamen: 071980415
- Réseau des bibliothèques de Suisse occidentale: 02-A005861078
- Système universitaire de documentation: 081666969
- Virtual International Authority File: 85414631
- WorldCat: E39PBJw8TtMkVhgmdDdjR6cMfq